# Џејсон Тарнер
Џејсон Тарнер (енгл. Jason Turner; Рочестер, Њујорк, 31. јануар 1975) је амерички спортиста који се на Олимпијским играма 2008. у Пекингу такмичио у стрељаштву. 
Тарнер се почео бавити стрељаштвом 1987. у дисцилини пушка. Године 1996. прелази са пушке на пиштољ. Поред стзрељаштва бавио се играњем софтбола и голфа.
У дисцилини гађаља ваздушним пиштољем на 10 метара завршио је у финалу олимпијског такмичења као четврти. Освајач бронзане медаље Ким Џонг Су из Северне Кореје је касније дисквалификован јер је био позитиван на допинг тесту и Тернер је померен на треће место. Пошто је имао резултат као и његов земљак Брајан Биман, морали су се такмичити у распуцаваљу и са бољим резултатом Тернер осваја бронзану медаљу.
Тарнер је учествовао у истој дисциплини на Олимпијским играма 2004. Заузео је 35. место.